# Prosymna semifasciata
Prosymna semifasciata — вид змій родини Prosymnidae. Ендемік Танзанії.

## Поширення і екологія
Prosymna semifasciata мешкають в лісі Квамгумі, розташованому на схід від гір Усамбара, а також в Національному парку Саадані та в лісі Сегома. Вони живуть у вологих прибережних лісах. Ведуть нічний, риючий спосіб життя. Живляться яйцями плазунів, відкладають яйця.

## Збереження
МСОП класифікує цей вид як такий, що перебуває під загрозою зникнення. Prosymna semifasciata загрожує знищення природного середовища.